# Reidun Seth
Reidun Seth, född den 9 juni 1966, är en norsk fotbollsspelare (målvakt). Vid fotbollsturneringen under OS 1996 i Atlanta deltog hon i det norska lag som tog brons. Hon var även med och vann VM-silver 1991, EM-guld 1993 och VM-guld 1995. På klubbnivå representerade hon Gais 1990–1992, Öxabäcks IF 1994–1996, IL Sandviken 1993 och 1997–1998 och Arna-Bjørnar 1999–2002 samt 2004.